# Georgia en los Juegos Paralímpicos de París 2024
Georgia estuvo representada en los Juegos Paralímpicos de París 2024 por catorce deportistas, nueve hombres y cinco mujeres.

## Medallistas
El equipo paralímpico georgiano obtuvo las siguientes medallas:
| Nombre                  | Deporte                    | Evento                                   |
| ----------------------- | -------------------------- | ---------------------------------------- |
| Oro                     |                            |                                          |
| Guiga Ochjikidze        | Atletismo                  | Peso F53 masculino                       |
| Plata                   |                            |                                          |
| Zurab Zurabiani         | Judo                       | –60 kg J2 masculino                      |
| Guiorgi Kaldani         | Judo                       | –73 kg J2 masculino                      |
| Revaz Chikoidze         | Judo                       | +90 kg J2 masculino                      |
| Vladimer Tchintcharauli | Tiro                       | Rifle en posición tendida 50 m SH2 mixto |
| Bronce                  |                            |                                          |
| Nino Tibilashvili       | Esgrima en silla de ruedas | Sable individual A                       |
| Ina Kaldani             | Judo                       | –70 kg J2 femenino                       |
| Akaki Jintcharadze      | Levantamiento de potencia  | +107 kg masculino                        |
| Ana Japaridze           | Taekwondo                  | –52 kg femenino                          |